# Aérodrome d'Antsirabe
L'aérodrome d'Antsirabe (code IATA : ATJ • code OACI : FMME) est un aérodrome situé à Antsirabe, chef-lieu de la région Vakinankaratra, troisième plus grande ville de Madagascar.  

## Localisation
Il est situé dans la partie centrale du pays, à 110 km au sud de la capitale Antananarivo. 

## Géographie
L'aérodrome d'Antsirabe est situé à 1 522 mètres d'altitude. Le terrain autour de l'aérodrome d'Antsirabe est plat à l'est, mais vallonné à l'ouest. Le point culminant à proximité se situe à une altitude de 1 692 mètres, à 2,7 km à l'est de l'aéroport.  
Les alentours sont relativement peu peuplés, avec 27 habitants au kilomètre carré. La localité importante la plus proche est Antsirabe, à 4,9 km au sud-ouest de l'aérodrome. Les alentours sont principalement de la savane. 

## Destinations
| Compagnies     | Destinations |
| -------------- | ------------ |
| Air Madagascar | Antananarivo |